# Bicentenário da Argentina
Bicentenário da Argentina envolve uma série de comemorações e festividades públicas nacionais ocorridas entre os dias 21 e 25 de maio de 2010 na Argentina, duzentos anos após a Revolução de Maio que destituiu o Vice-Reino do Rio da Prata e formou uma Junta de Governo. A Junta, composta por representantes locais de Buenos Aires, viria a ser o primeiro governo genuinamente argentino. 
A Revolução de Maio e a formação do primeiro governo argentino também tiveram a influência de forças políticas de outras regiões, como Tarija, Mendoza, Corrientes e Yapeyú, além da capital Buenos Aires. A maior parte do extenso território anexado pelos revolucionários foi o que engodou as Províncias Unidas do Rio da Prata.
As festividades foram inciadas em 21 de maio na cidade de Buenos Aires, com milhões de espectadores em participação do evento, o que o tornou o maior evento festivo ao ar livre da história do país.

## Homenagens estrangeiras
Por conta das festividades, a partir da primeira semana de maio o canal televisivo América 24 modificou suas cores para as cores da bandeira argentina. O mesmo foi realizado pela emissora Todo Noticias, que trocou suas cores vermelho e azul para braco e azul-celeste. A TV Pública mudou seu logotipo para um botton nas cores argentinas. 
Na Itália, a partir da meia-noite de 25 de maio, o Coliseu foi iluminado nas cores argentinas, incluindo uma projeção do brasão de armas e da bandeira. O lema (disposto em italiano e espanhol) Argentina batte giunto a Te/Argentina palpita junto a tí (Argentina, bate junto a você, em português) também foi projetado sobre a fachado do monumento. No mesmo dia, o Presidente da Itália Giorgio Napolitano emitiu uma nota de saudação à Presidência argentina ressaltando o forte vínculo cultural e econômico entre os dois países. 
Nos Estados Unidos, o Empire State Building prestou homenagem a Argentina projetando as cores da bandeira em sua antena. 